# Tango op. 164, Nr. 2 (Albeniz)
Der Tango op. 164, Nr. 2 von Isaac Albéniz ist im Vergleich zu seinem sehr bekannten Tango in D, op. 165, Nr. 2, aus der Suite España ein selten gespieltes Stück. Erschienen ist der Tanz 1889 zusammen mit einer Jota Aragonesa bei Schott, London in dem Album Deux morceaux caracteristiques pour pianoforte. Bei dem Stück handelt es sich nicht um einen argentinischen Tango, sondern um einen nachempfundenen Tango andaluz. Albeniz hat diesen Tanz einer jungen Frau gewidmet: Souvenir amicale à Miss Nina de Lara.

## Musikalische Struktur
Der Tango weist den durchgehenden Rhythmus einer sanften Habanera auf und ist in der Tonart a-Moll geschrieben. Als Tempo sieht der Komponist ein Allegretto vor, gibt aber keine Metronomzahl an. Je nach Interpretation dauert der Tanz zwischen dreieinhalb und fünf Minuten. Albeniz verwendet den 2/4-Takt, der sich durch das ganze Stück zieht (Ausnahme Schlusskadenz im 3/4-Takt). Der Tango gliedert sich in drei Teile. Auf den sich über 48 Takte erstreckenden ersten Teil in a-Moll folgt der zweite in 46 Takten A-Dur. Der Schlussteil ist wieder in a-Moll gesetzt und endet nach 50 Takten mit der eintaktigen Kadenz in E-Dur. Das Stück beginnt in der Tonstärke  (mezzoforte), die sich in ein  (pianissimo) abschwächt, wieder stärker wird, auch in der Schlusskadenz, aber im letzten Takt wieder, dem melancholischen Charakter des Stückes entsprechend, im Pianissimo sehr leise endet.

## Interpretationen
Der Tango Nr. 2 steht im Schatten des viel bekannteren Tangos in D, der oft gespielt wird. Aber das kleine melancholisch-träumerische folkloristisch angehauchte Stück wird immer wieder neu interpretiert. In einer historischen Aufnahme von 1936 spielt der Pianist Ricardo Viñes den Tango in einer schnellen Version. Den Rhythmus stärker synkopisierend interpretiert der russische Musiker Oleg Boshnyakovich das Stück. Orchestrale Fassungen des Tangos gibt es von Rodion Konstantinowitsch Schtschedrin (mit folkloristischer Instrumentierung) und dem russischen Dirigenten Arkadi Leytush.